# RTG (bâtiment)
Pour les articles homonymes, voir RTG.

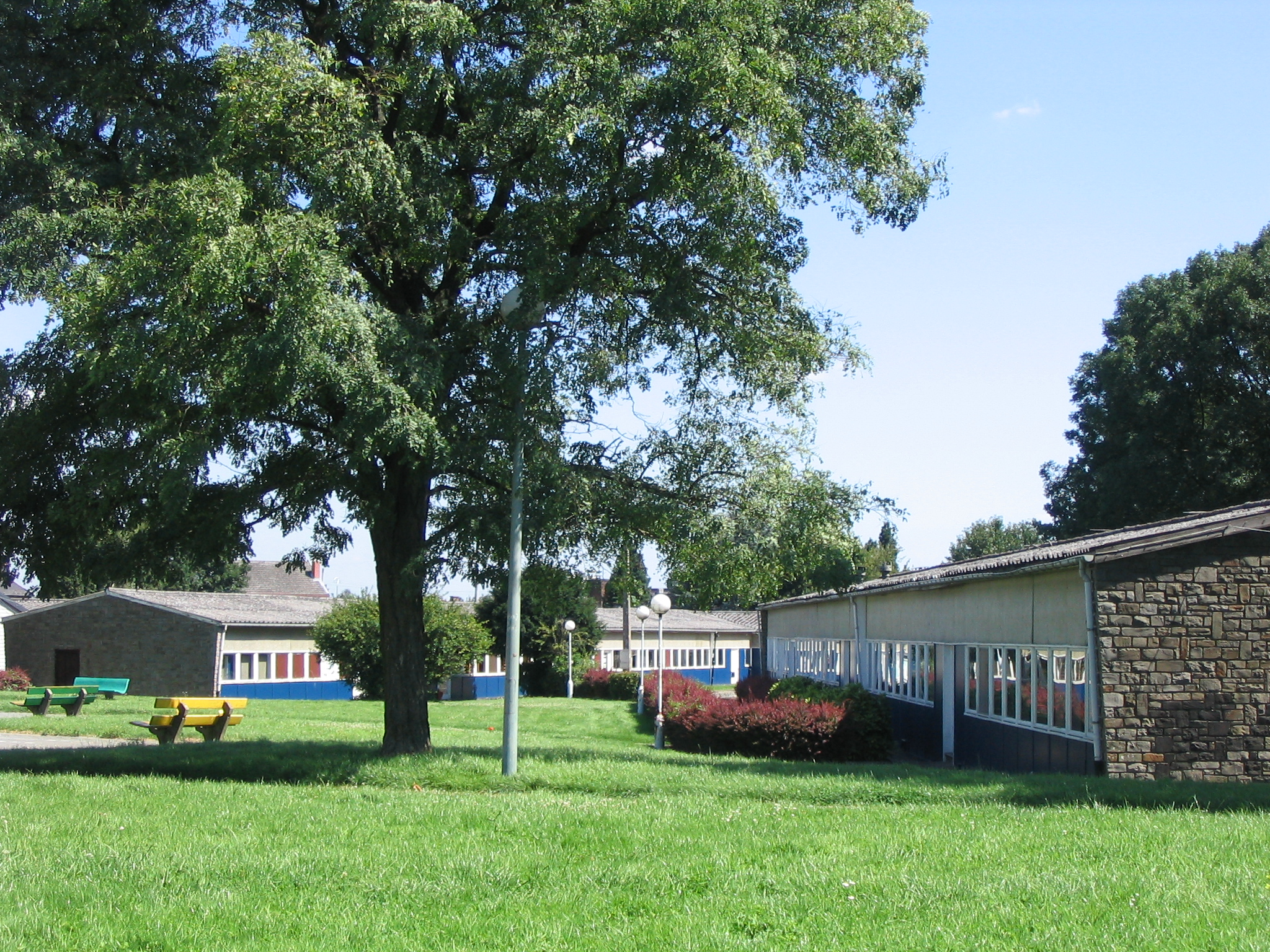
Bâtiments de type RTG à l'Athénée Royal de Ans-Alleur près de Liège en Belgique

Le diminutif RTG, du nom des trois architectes-concepteurs (Reubsaets, Thibaut et Gilles), désigne des pavillons de construction rapide qui furent érigés dans les années 1960 pour les besoins de l'enseignement en Belgique. Le pacte scolaire (et le baby-boom ?) avait rendu nécessaire la construction de nombreuses écoles (Athénées ?).
Ces bâtiments que l'on retrouve encore partout en Belgique, ont une allure caractéristique avec leurs deux façades en moellons de grès reliées par des baies vitrées et couvertes d'une toiture en Eternit.